# Język tabla
Język tabla, także: jakari, tabi, tanah merah, tanahmerah, tepera – język papuaski z grupy sentani, używany w indonezyjskiej prowincji Papua. Według danych z 1990 r. posługuje się nim blisko 4 tys. osób.
Do obszaru tego języka zaliczono miejscowości Bukia, Depapre i Wari (kabupaten Jayapura) oraz 13 wsi na północnym wybrzeżu. Zidentyfikowano trzy dialekty: yokari, tepera, yewena-yongsu, które są w większości wzajemnie zrozumiałe.
W użyciu jest także język indonezyjski. Stwierdzono, że tabla jest silnie zagrożony wymarciem.
Na język tabla zostały przełożone fragmenty Biblii. W piśmiennictwie stosuje się alfabet łaciński.
Nie jest spokrewniony z językiem sumeri z półwyspu Bomberai, również określanym jako tanahmerah. Języki sentani zostały próbnie połączone z językami wschodniej Ptasiej Głowy (East Bird’s Head) i kilkoma innymi grupami papuaskimi, w ramach rozszerzonej rodziny języków zachodniopapuaskich.